# Pyrus ciancioi
Pyrus ciancioi är en rosväxtart som beskrevs av P.Marino, G.Castellano, Raimondo och Spadaro. Pyrus ciancioi ingår i släktet päronsläktet, och familjen rosväxter. Inga underarter finns listade i Catalogue of Life.